# Čekinjavka
Čekinjavka (čahrica, torilis; lat. lat. Torilis), biljni rod iz porodice štitarki., 
Pripada mu desetak vrsta rasprostranjenih po Starom svijetu (Europa, Azija i Afrika), no neke su uvezene u Australiju i obje Amerike. U  Hrvatskoj također raste nekoliko vrsta (5; navedene su u popisu uz latinske nazive). 

## Vrste
1. Torilis africana Spreng.
2. Torilis arvensis (Huds.) Link; poljska čahrica
3. Torilis chrysocarpa Boiss. & Balansa
4. Torilis elongata (Hoffmanns. & Link) Samp.
5. Torilis gaillardotii (Boiss.) Drude
6. Torilis japonica (Houtt.) DC.;  japanska čahrica
7. Torilis leptocarpa (Hochst.) C.C.Towns.
8. Torilis leptophylla (L.) Rchb.f.; troredna čahrica
9. Torilis nemoralis (Brullo) Brullo & Giusso
10. Torilis nodosa (L.) Gaertn.; čvorasta čahrica
11. Torilis pseudonodosa Bianca
12. Torilis scabra (Thunb.) DC.
13. Torilis stocksiana (Boiss.) Drude
14. Torilis tenella (Delile) Rchb.f.
15. Torilis trichosperma (L.) Spreng.
16. Torilis triradiata Boiss. & Heldr.
17. Torilis ucranica Spreng.; ukrainska čahrica